# Fernando Osés
Fernando Osés (né le 6 août 1922 à Valladolid, Espagne - décédé le 2 mai 1999 à Mexico) était un acteur, réalisateur, scénariste et producteur de cinéma espagnol émigré au Mexique depuis la guerre d'Espagne. Il était également lutteur et a permis à El Santo de débuter au cinéma.

## Filmographie

### Comme réalisateur
- 1977 : El Chicano justiciero
- 1977 : La Hija del contrabando
- 1979 : Gente violenta

### Comme scénariste
| - 1959 : El regreso del monstruo de Joselito Rodríguez - 1961 : Santo contre l'esprit du mal (Santo contra cerebro del mal) de Joselito Rodríguez - 1962 : Santo contra el Rey del Crimen de Federico Curiel - 1962 : Santo contra los zombies de Benito Alazraki - 1962 : Superman contre les femmes vampires d'Alfonso Corona Blake - 1963 : Santo contra el cerebro diabólico de Federico Curiel - 1963 : Santo en el hotel de la muerte de Federico Curiel - 1965 : El Hacha diabólica de José Díaz Morales - 1966 : Blue Demon contra el poder satánico de Chano Urueta - 1966 : El Jinete justiciero en retando a la muerte de René Cardona - 1967 : El Barón Brakola de José Díaz Morales - 1968 : Atacan las brujas de José Díaz Morales - 1968 : Blue Demon contra cerebros infernales de Chano Urueta - 1968 : Blue Demon contra las diabólicas de Chano Urueta - 1970 : La Venganza de las mujeres vampiro de Federico Curiel | - 1971 : Santo contra la mafia del vicio de Federico Curiel - 1972 : Santo vs. la hija de Frankenstein de Miguel M. Delgado - 1973 : Las Bestias del terror d'Alfredo B. Crevenna - 1973 : Magie noire à Haïti d'Alfredo B. Crevenna - 1973 : Santo contra los secuestradores de Federico Curiel - 1977 : El Chicano justiciero de lui-même - 1979 : Ángel del silencio de Gilberto Martínez Solares - 1979 : Gente violenta de lui-même - 1979 : Tierra sangrienta de Rafael Portillo (en) - 1983 : Las Sobrinas del diablo d'Eric del Castillo - 1985 : Los Matones del Norte d'Alfredo B. Crevenna - 1987 : Las Limpias d'Alfredo B. Crevenna - 1996 : La Sombra del negro de Damián Acosta Esparza |

### Comme producteur
- 1957 : El Jinete sin cabeza de Chano Urueta
- 1957 : La Cabeza de Pancho Villa de Chano Urueta
- 1959 : El regreso del monstruo de Joselito Rodríguez
- 1965 : Aquella Rosita Alvírez de René Cardona
- 1973 : Las Bestias del terror d'Alfredo B. Crevenna
- 1978 : Los Hijos del diablo de Júlio Aldama
- 1979 : Gente violenta de lui-même

### Comme acteur
| - 1952 : El Bello durmiente - 1953 : La Bestia magnifica (Lucha libre) - 1955 : De carne somos - 1956 : La Sombra vengadora vs. La mano negra - 1956 : La Sombra vengadora - 1957 : El Jinete sin cabeza - 1957 : El Secreto de Pancho Villa - 1957 : El Tesoro de Pancho Villa - 1957 : La Cabeza de Pancho Villa - 1959 : Kermesse - 1960 : Vuelta al paraíso - 1961 : La Máscara de la muerte - 1961 : Que me maten en tus brazos - 1961 : Santo contra cerebro del mal - 1961 : Santo contra hombres infernales - 1962 : Aquí están los Villalobos - 1962 : Asesinos de la lucha libre - 1962 : El Misterio de Huracán Ramírez - 1962 : Horizontes de sangre - 1962 : La Venganza de la sombra - 1962 : Santo contra el Rey del Crimen - 1962 : Santo contra los zombies - 1962 : Superman contre les femmes vampires - 1963 : Santo contra el cerebro diabólico - 1963 : Santo en el hotel de la muerte - 1963 : Santo en el museo de cera - 1965 : Demonio azul - 1965 : El Hacha diabólica - 1965 : Los Asesinos del karate - 1966 : Blue Demon contra el poder satánico - 1966 : Los Endemoniados del ring - 1966 : Profanadores de tumbas | - 1967 : El Barón Brakola - 1967 : El Imperio de Drácula - 1967 : Retablos de la Guadalupana - 1968 : Arañas infernales - 1968 : Atacan las brujas - 1968 : Blue Demon contra cerebros infernales - 1968 : Blue Demon contra las diabólicas - 1968 : Blue Demon destructor de espías - 1968 : La Sombra del murciélago - 1968 : Los Canallas - 1969 : La Señora Muerte - 1969 : Mil máscaras - 1969 : Santo frente a la muerte - 1970 : La Venganza de las mujeres vampiro - 1970 : Santo contra los asesinos de la mafia - 1971 : Santo contra la mafia del vicio - 1972 : Campeones del ring - 1973 : La Tigresa - 1973 : Magie noire à Haïti - 1973 : Misión suicida - 1973 : 'Santo' contra los secuestradores - 1973 : Santo y el aguila real - 1976 : El Misterio de la perla negra - 1977 : El Chicano justiciero - 1979 : Discotec fin de semana - 1979 : El Norteño enamorado - 1979 : Gente violenta - 1979 : La Mafia de la frontera - 1980 : Contrabando por amor - 1980 : Emilio Varela vs Camelia la Texana - 1989 : Programado para morir - 1990 : Maten a esa periodista |